# Sodna vas
Sodna vas – wieś w Słowenii, w gminie Podčetrtek. W 2018 roku liczyła 67 mieszkańców.